# Pieve di Bellagio
La pieve di Bellagio fu per secoli una ripartizione della provincia di Como e della diocesi di Como.

## La pieve
La suddivisione amministrativa della pieve fu razionalizzata dall'imperatrice Maria Teresa che unificò le autorità locali di retaggio medievale nell'unico comune di Bellagio.

## Collegamenti
- Bellagio, su lombardiabeniculturali.it.